# Jagen mit Sounder
Jagen mit Sounder (englischer Originaltitel Sounder) ist ein Jugendroman des US-amerikanischen Schriftstellers William H. Armstrong, der im Jahr 1969 mit Illustrationen von James Barkley beim Harper Verlag veröffentlicht wurde. Die deutsche Erstausgabe in einer Übersetzung von Elisabeth Epple erschien 1973 beim Bertelsmann Jugendbuchverlag.

## Inhalt
Ein afro-amerikanischer Farmpächter lebt zusammen mit seiner Frau und mehreren Kindern tief im Süden der USA. Erzählt wird die Geschichte vom ältesten Sohn der bitterarmen Familie, der ihren Jagdhund Sounder abgöttisch liebt und gerne lesen lernen möchte. Um der Familie Abwechslung von ihrer kargen Kost zu verschaffen, stiehlt der Vater eines Tages ein Stück Schinken. Schon bald darauf erscheint ein Sheriff mit seinen zwei Gehilfen und verhaftet den Dieb. Als Sounder seinem Herrchen zu Hilfe eilt, schießt der Sheriff mit einer Schrotflinte auf den Hund und verletzt ihn schwer. Erst mehrere Wochen später kehrt der verkrüppelte Hund aus dem nahegelegenen Wald zurück: Er hat nur noch ein Auge, ein Ohr und muss mit drei Beinen auskommen. Sein früheres, rundum bekanntes Bellen hat er vollkommen eingestellt.
Monate vergehen und der Sohn macht sich auf die Suche nach seinem Vater, von dem es heißt, dass er in einem der vielen Arbeitslager Sträflingsarbeit verrichten muss. Seinen Vater findet er nicht, stattdessen landet er eines Tages bei einem Lehrer einer Schule für schwarze Kinder. Der freundliche ältere Herr nimmt ihn zu sich mit nach Hause, um ihn dort zu verarzten. Er stellt den Burschen für Hilfsarbeiten bei sich an, dafür kann dieser zur Schule gehen und lesen lernen.
Als der Sohn in der schulfreien Zeit nach Hause zurückkehrt, taucht eines Tages sein Vater auf. So wie Sounder ist auch er ein Krüppel, der bei einer Explosion in einem Steinbruch gerade noch mit dem Leben davongekommen und daraufhin vorzeitig entlassen worden ist. Sounder erkennt sein Herrchen sofort und lässt sein früheres berühmtes Bellen wieder hören. Eines Abends geht der Vater so wie früher mit Sounder auf die Jagd, kehrt davon aber nicht zurück. Im Wald findet der Sohn den Vater leblos am Boden. Der Hund ist untröstlich und stirbt nicht lange darauf ebenfalls.
Der Sohn lernt lesen und Jahre später – nun ein junger Mann – erinnert er sich an die vergangenen Ereignisse und an seinen verstorbenen Vater, den er geliebt hat und niemals vergessen wird.

## Hintergrund
Laut dem Autor handelt es sich bei der Erzählung um die Geschichte eines älteren schwarzen Mannes namens Charles Jones, der in einer Schule für schwarze Kinder als Lehrer tätig war und nach dem Unterricht für Armstrongs Vater arbeitete. Dieser brachte dem jungen Armstrong das Lesen bei und erzählte ihm zahlreiche Geschichten, unter anderem Äsops Fabeln, aus dem Alten Testament, von Homer und eben jene von dem Hund Sounder.

## Rezeption
Clive Barnes schreibt in seiner Buchrezension: „Jagen mit Sounder entstand parallel zum Aufkommen der Bürgerrechtsbewegung der Afro-Amerikaner in den USA in den 1960er und 1970er Jahren und ist die Hommage eines weißen Schriftstellers an Generationen von armen Südstaatlern und ein Anerkennen eines beschämenden Abschnitts der US-amerikanischen Geschichte. Zwar wurde dem Roman fehlendes Verständnis der afro-amerikanischen Gemeinschaft angelastet, aber durch seine nüchterne Sprache, die würdevoll zurückhaltend von Qual und Leid erzählt, hat er die Kraft eines universellen Mythos. Die Darstellung der Unterdrückung und die Frustration des Jungen werden schonungslos dargestellt, und dennoch endet das Buch hoffnungsvoll, dass eine bessere Zukunft möglich ist.“ Das Horn Book Magazine befindet: „Die tief bewegende, lange zurückliegende Geschichte von Grausamkeit, Einsamkeit und stillem Leid hat etwas Episches. Die Kraft des Schreibens liegt in der Kombination von Subtilität und Stärke.“ Deborah Lucia DePiero schreibt in der Biografie über William Armstrong: „Sounder war ein großer Erfolg; es wurde in achtundzwanzig Sprachen übersetzt und verfilmt.“

## Auszeichnungen
Sounder wurde 1970 mit der Newbery Medal und mit einem Lewis Carroll Book Shelf Award ausgezeichnet. 1972 wurde der Roman mit dem Mark Twain Award der Missouri Association of School Librarians prämiert.

## Referenzen
Jagen mit Sounder ist in dem literarischen Nachschlagewerk 1001 Kinder- und Jugendbücher – Lies uns, bevor Du erwachsen bist! für die Altersstufe 12+ Jahre enthalten.

## Ausgaben
- Sounder. Harper, USA 1969 (englisch).
- Jagen mit Sounder. Bertelsmann Jugendbuchverlag, Gütersloh 1973.

## Adaptionen
1972 wurde der Roman unter der Regie von Martin Ritt verfilmt (im Deutschen unter dem Titel Das Jahr ohne Vater). 2003 wurde Sounder im Rahmen von ABCs Reihe Wonderful World of Disney neuerlich verfilmt.